# Hampden (miasto w stanie Maine)
Hampden – miasto w Stanach Zjednoczonych, w stanie Maine, w hrabstwie Penobscot.